# Trichiocercus ochripyga
Trichiocercus ochripyga är en fjärilsart som beskrevs av Embrik Strand 1925. Trichiocercus ochripyga ingår i släktet Trichiocercus och familjen tandspinnare. Inga underarter finns listade i Catalogue of Life.